# Friedrich Moroder

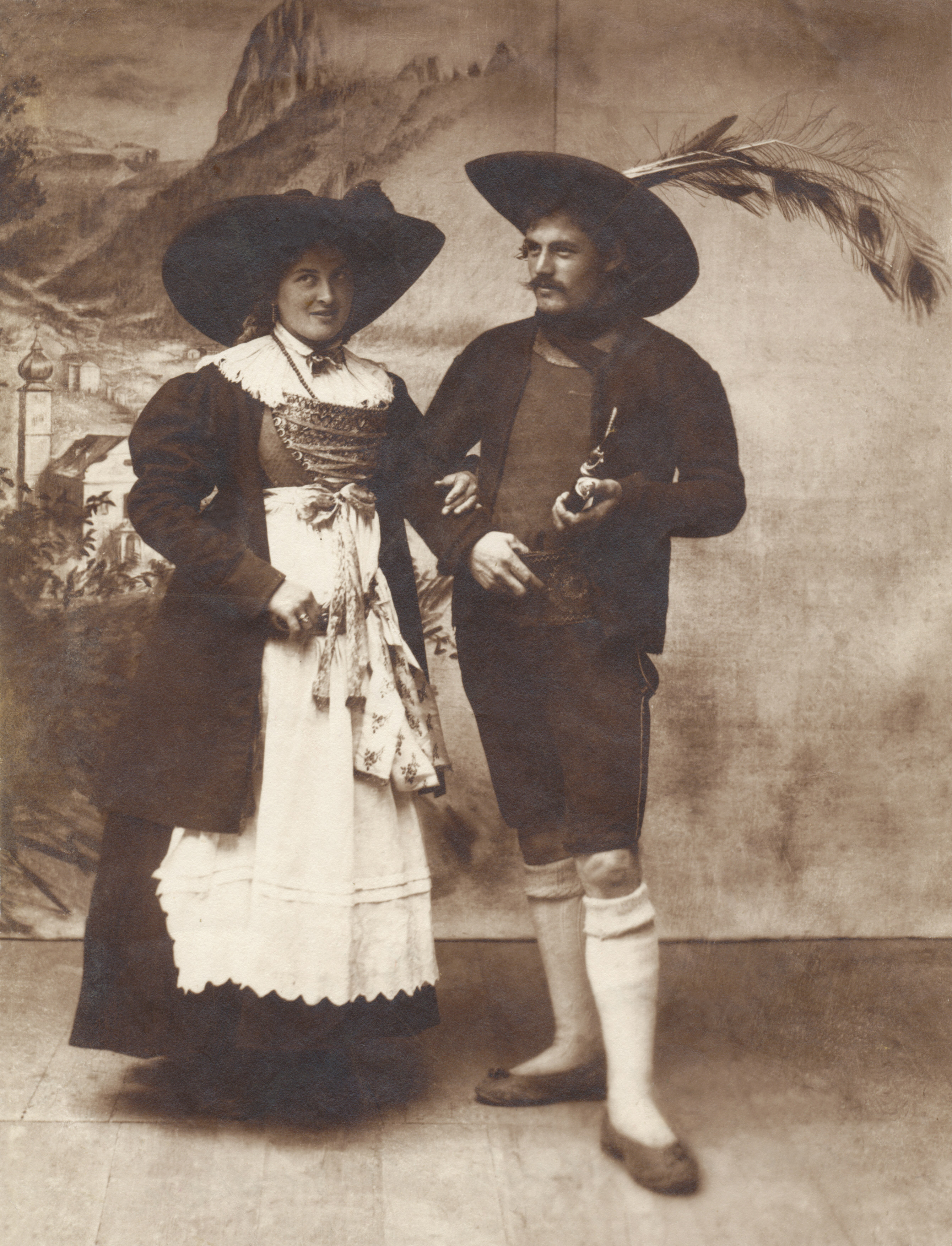
Friedrich Moroder und Maria Moroder Hilpold um 1896 in der Grödner Tracht. Im Hintergrund das Dorf St. Ulrich.

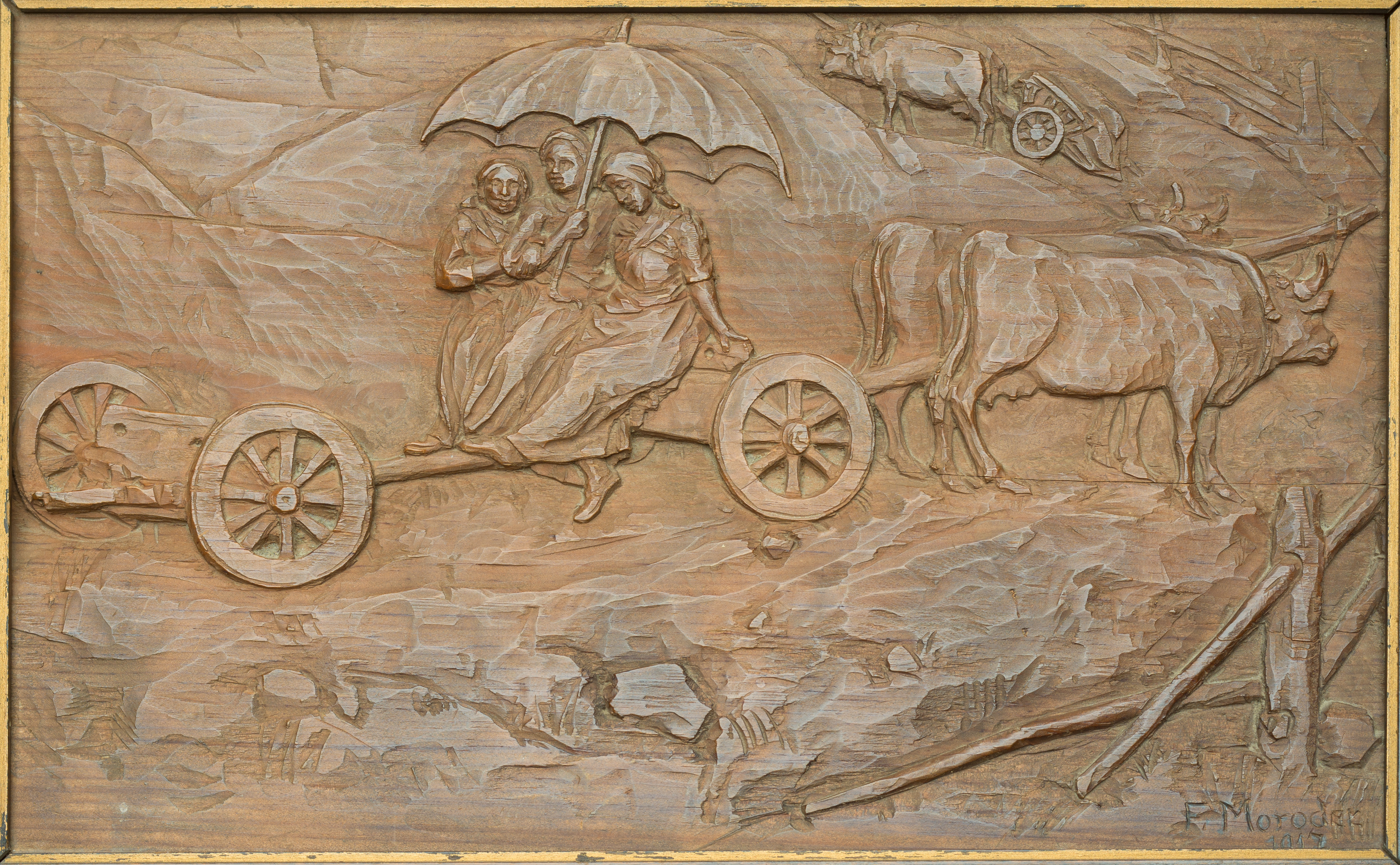
Dieses Holzrelief, signiert F. Moroder, entstand 1917 an der galizischen Kriegsfront.

Friedrich Moroder, auch Rico (* 21. März 1880 in St. Ulrich in Gröden; † 24. Januar 1937 ebenda), war ein Südtiroler Bildhauer.

## Lebenslauf

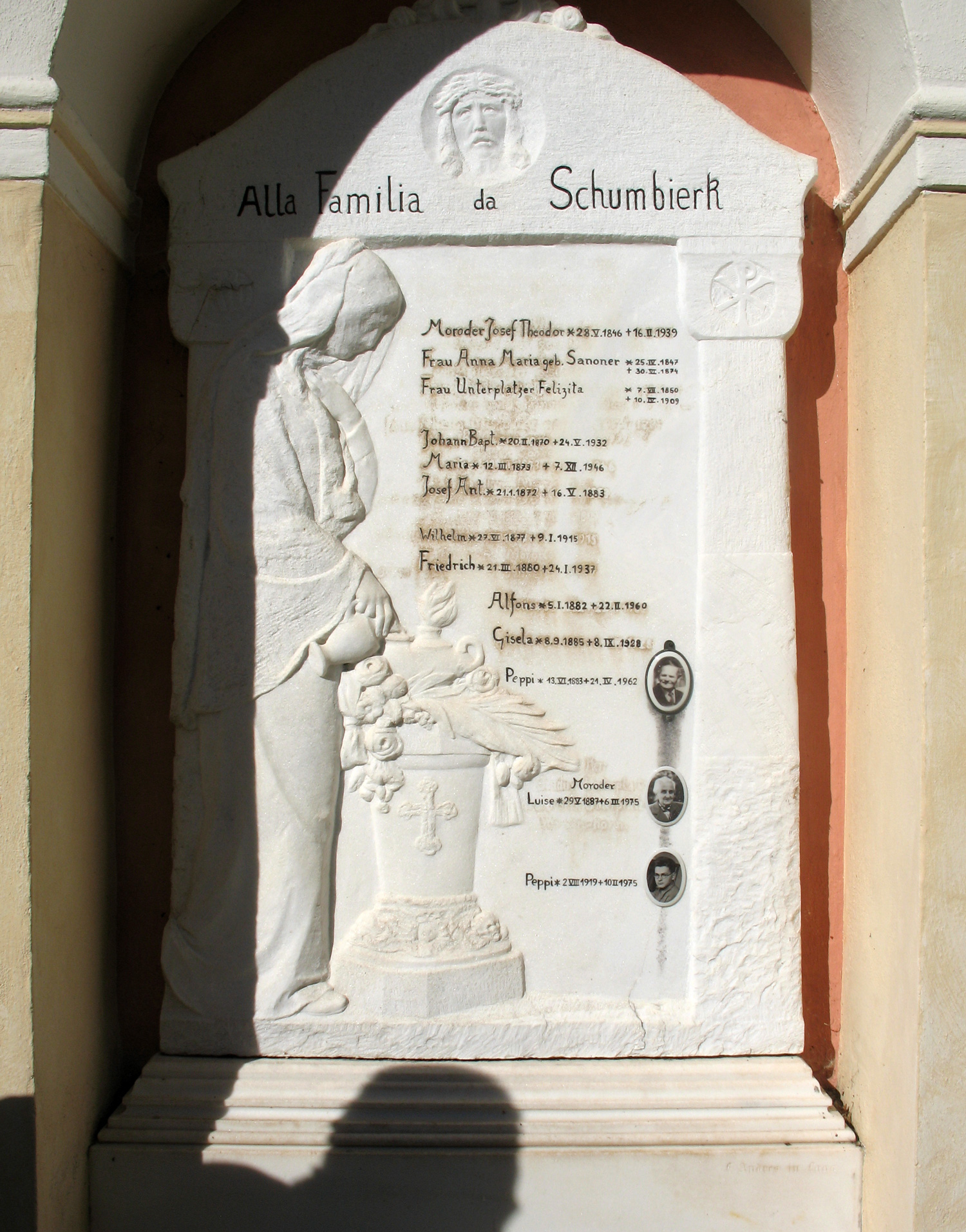
Grabstein der Familie Moroder
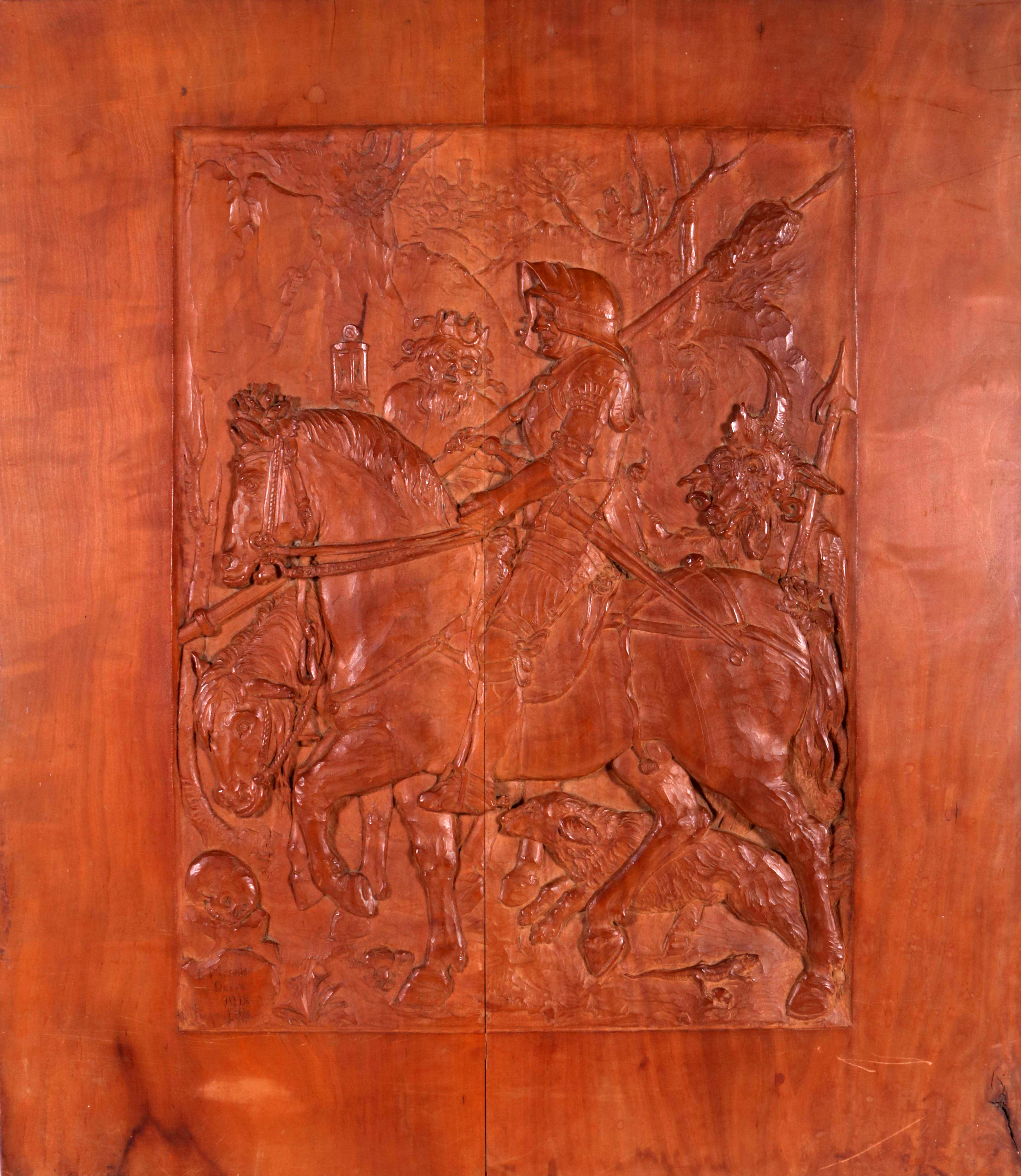
Relief nach Dürer (1918)
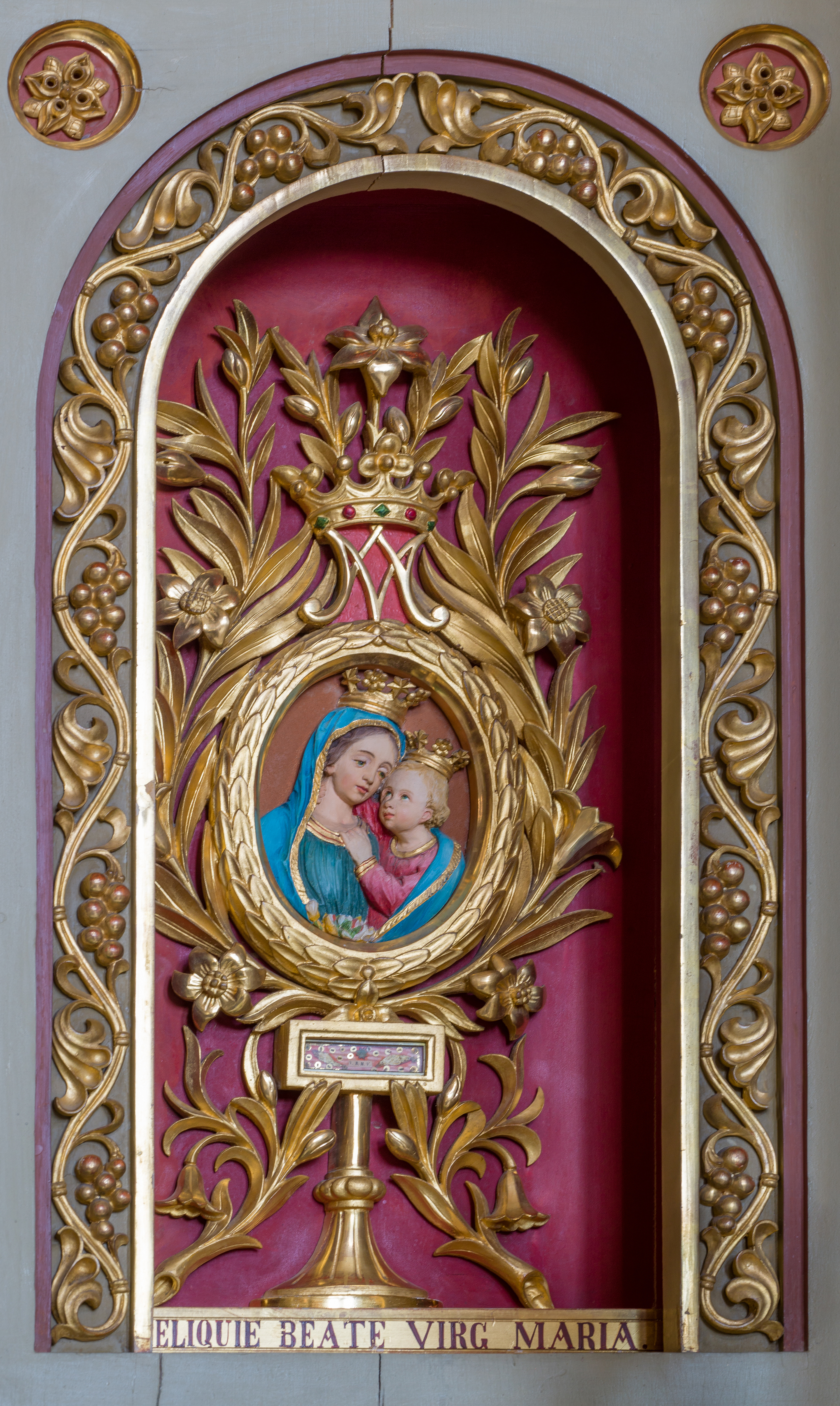
Reliquie der Jungfrau Maria in der  Pfarrkirche St. Ulrich in Gröden
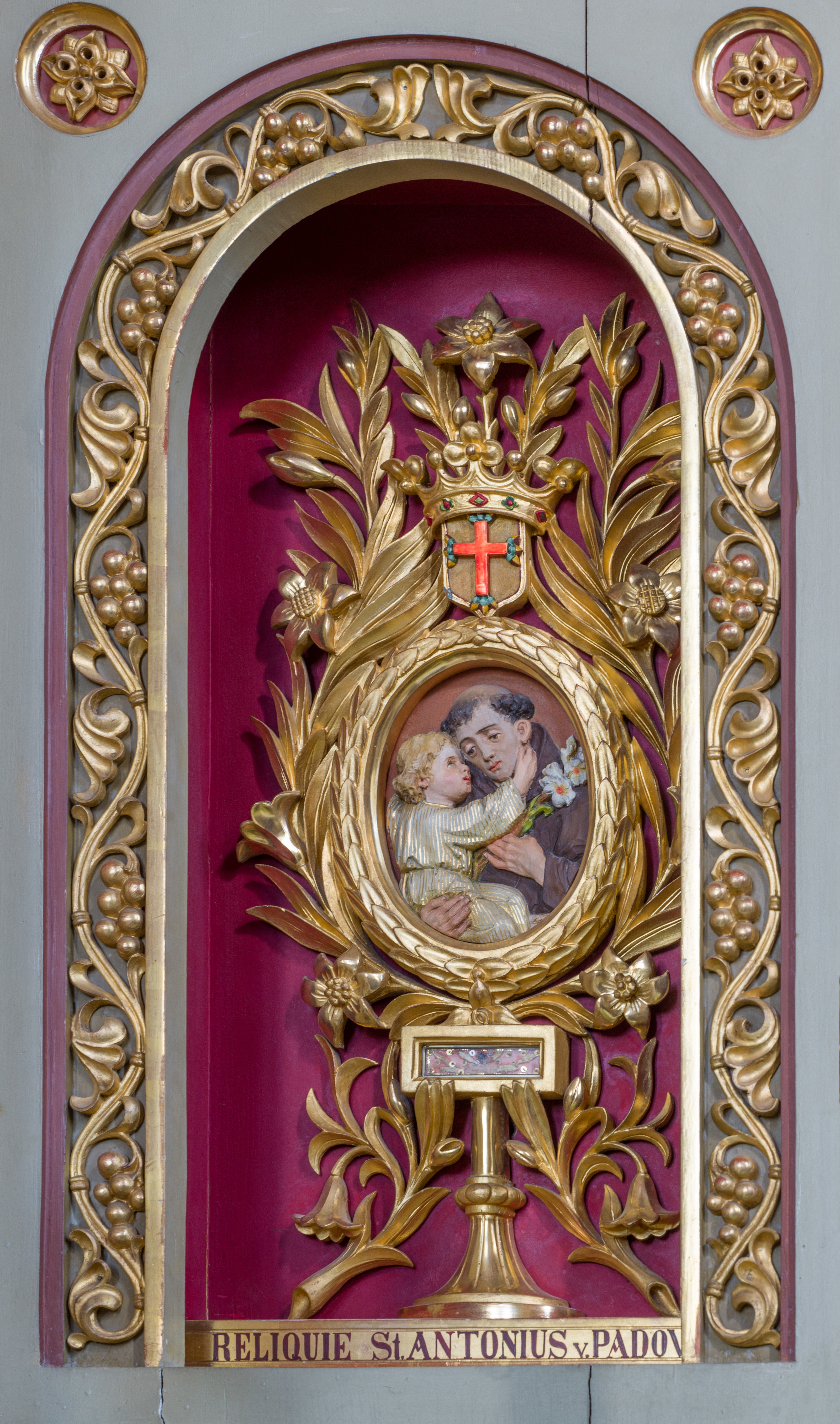
Reliquie des Hl. Antonius von Padua  in der Pfarrkirche St. Ulrich in Gröden

Er wurde als Sohn des Ladiner Malers Josef Theodor Moroder, genannt der Lusenberger und der Felizita Unterplatzer in St. Ulrich in Gröden geboren. Das Handwerk erlernte er in der Werkstatt des Vaters. Auch zwei Söhne, Viktor und Bruno, wurden in seiner Werkstatt in St. Ulrich zu Bildhauern ausgebildet. Im Ersten Weltkrieg wurde er, wie viele Tiroler Standschützen, nach Galizien an die russische Front geschickt.
Die Bildhauerwerkstatt Friedrichs war hauptsächlich für sakrale Kunst zur Kirchenausstattung bekannt. Moroder heiratete Genoveva Runggaldier(-Paßberg) am 11. Oktober 1904. Vom Vater kaufte Friedrich ein Grundstück, wo er sein Haus "Villa Tannenheim" baute und am 4. April 1907 einzog. Beide hatten fünf Kinder, drei Söhne, Friedrich, Viktor und Bruno, und zwei Töchter, Ottilia und Gisella. Sein Ältester, gleichen Namens, wurde 1930 zum Priester geweiht und wurde Pfarrer in St. Christina und Dekan Grödens.
Moroder war auch musisch begabt und spielte in der örtlichen Musikkapelle.